# Autonomie non territoriale
 (juillet 2021).
Si vous disposez d'ouvrages ou d'articles de référence ou si vous connaissez des sites web de qualité traitant du thème abordé ici, merci de compléter l'article en donnant les références utiles à sa vérifiabilité et en les liant à la section « Notes et références ».
L'autonomie non territoriale est un système politique où des segments de population (auto-)identifiés par l'ethnonationalité ou la religion disposent d'institutions autonomes gérant à des degrés divers des compétences comme la culture ou l'éducation.
Les premières propositions en la matière datent du début du XXe siècle de la part des idéologues marxistes Vladimir Medem, du Bund juif de l'Empire russe, et Karl Renner et Otto Bauer, du Parti social-démocrate d'Autriche.
Dans la Région de Bruxelles-Capitale, les communautés francophone et néerlandophone disposent d'une autonomie non territoriale, chacune est dotée d'un parlement spécifique, regroupant les députés du parlement régional selon leur appartenance linguistique. Celle-ci n'est pas imposée, mais après avoir été candidat à une élection régionale en tant que francophone ou néerlandophone il n'est plus possible par la suite de changer de "sexe linguistique".
En Hongrie, il existe un système de "collectivité des minorités" qui permet de regrouper au niveau national des communautés locales appartenant à une même minorité ethnique.
Des modalités d'autonomie non territoriale similaires existent ou ont existé dans de nombreux pays d'Europe centrale et orientale comme l'Estonie, l'Ukraine ou la Russie, ce système a également été proposé dans l'entre-deux-guerres en Palestine mandataire par les partisans de la "solution binationale" entre Juifs et Arabes.

## L'autonomie non territoriale selon Vladimir Medem
En 1916, intégrant aux travaux des austro-marxistes les apports « russes » de Simon Doubnov, Vladimir Medem formula ainsi la doctrine du Bund en matière d'autonomie culturelle :
« Prenons le cas d’un pays composé de plusieurs nationalités, par exemple : Polonais, Lituaniens et Juifs. Chacune de ces nationalités devrait créer un mouvement séparé. Tous les citoyens appartenant à une nationalité donnée devraient rejoindre une organisation spéciale qui organiserait des assemblées culturelles dans chaque région et une assemblée culturelle générale pour l’ensemble du pays. Les assemblées spéciales devraient être dotées de pouvoirs financiers particuliers, chaque nationalité ayant le droit de lever des taxes sur ses membres ou bien l’État distribuerait, de son fonds général, une part proportionnelle de son budget à chacune de ses nationalités. Chaque citoyen du pays appartiendrait à l’un de ces groupes nationaux, mais la question de savoir à quel mouvement national il serait affilié dépendrait de son choix personnel, et nul ne pourrait avoir quelque contrôle que ce soit sur sa décision. Ces mouvements autonomes évolueraient dans le cadre des lois générales établies par le Parlement du pays; mais, dans leurs propres sphères, ils seraient autonomes, et aucun d’eux n’aurait le droit de se mêler des affaires des autres ».

## L'autonomie non territoriale en Région de Bruxelles-Capitale
Bruxellois francophones et Bruxellois néerlandophones disposent de leurs propres institutions politiques et administratives, COCOF, Commission communautaire française pour les Francophones et VGC Vlaamse Gemeenschapscommissie pour les Néerlandophones. Les matières bicommunautaires, c'est-à-dire les matières qui ne peuvent être liées à une communauté linguistique particulière dans la région sont gérées par la Commission Communautaire Commune-Gemeenschappelijke Gemeenschapscommissie (COCOM).
Les compétences communautaires sont au nombre de trois : l'enseignement, la culture et les matières personnalisables. Pour l'enseignement et la culture, les établissements dont les activités sont francophones ou néerlandophones dépendent respectivement des communautés française et flamande.
Pour les matières dites personnalisables dans la langue administrative, c'est-à-dire celles qui concernent la personne des citoyens -la santé et l'action sociale- c'est en fonction de leur organisation fondée sur l'une ou l'autre des deux langues officielles que la distinction s'opère.

## Les collectivités des minorités en Hongrie
La collectivité des minorités (kisebbségi önkormányzat ou nemzetiségi önkormányzat) désigne une autorité administrative particulière, ayant à l'échelle des localités et des comitats des compétences spécifiques en direction des minorités nationales ou ethniques qu'elles représentent. 
La loi de 1993 leur donne le droit de voter à l'échelle nationale ainsi qu'à l'échelon de chaque collectivité territoriale (comitats et localités) pour leurs propres représentants. Les collectivités de minorité disposent ainsi de compétences particulières pour fixer le calendrier de leurs fêtes et célébrations, contribuer à la préservation de leurs traditions et participer à l'éducation publique. Ces collectivités particulières peuvent ainsi gérer des théâtres publics, des bibliothèques, des institutions scientifiques et artistiques, attribuer des bourses d'études et dispenser de services en direction de leur communauté (aides juridiques notamment). Les minorités reçoivent 1 200 000 forints (300 000 euros) par an du gouvernement hongrois. 